# Радиус инъективности
Радиус инъективности — размер максимальной проколотой окрестности точки полного риманова многообразия, на которой расстояние до этой точки является гладкой функцией.
Радиус инъективности всего риманова многообразия определяется как точная нижняя грань радиусов инъективности во всех его точках.
Радиус инъективности в точке {\displaystyle p} риманова многообразия {\displaystyle M} обычно обозначается {\displaystyle i_{p}}, {\displaystyle i_{p}(M)} или {\displaystyle r_{i}(p)_{M}}. 
Радиус инъективности всего многообразия обозначается как {\displaystyle i(M)}.

## Точное определение
Радиус инъективности в точке {\displaystyle p} риманова многообразия — наибольший радиус шара в касательном пространстве, сужение на который экспоненциального отображения {\displaystyle \exp _{p}} в {\displaystyle p} является диффеоморфизмом.

## Свойства
- Радиус инъективности полунепрерывен сверху и положителен.

- Радиус инъективности в точке равен расстоянию от точки до её множества раздела.

- Теорема Клингенберга. Для полных римановых многообразий, если радиус инъективности в точке {\displaystyle p} является конечным числом {\displaystyle R}, то существует геодезическая петля длиной {\displaystyle 2\cdot R}, которая начинается и заканчивается в {\displaystyle p}, или имеется точка {\displaystyle q}, сопряжённая с {\displaystyle p} и находящаяся на расстоянии {\displaystyle R} от {\displaystyle p}.[1]

- Для замкнутых римановых многообразий радиус инъективности равен половине минимальной длины замкнутой геодезической, то есть минимальному расстоянию между сопряжёнными точками на геодезической.